# Pallenopsis lateralia
Pallenopsis lateralia is een zeespin uit de familie Pallenopsidae. De soort behoort tot het geslacht Pallenopsis. Pallenopsis lateralia werd in 1995 voor het eerst wetenschappelijk beschreven door Child. 